# 营城子满族乡
营城子满族乡是中华人民共和国黑龙江省哈尔滨市五常市下辖的一个民族乡，位于五常市西北部。

## 行政区划
营城子满族乡下辖以下村级行政区划单位：
南土村、靠河村、古榆村、计家村、新光村、营城子村和红旗村。